# Leonel Mosevich
Julio Leonel Mosevich  (4 de febrero de 1997; Lomas de Zamora, Argentina) es un futbolista argentino. Juega como defensor y su equipo actual es O'Higgins de la Primera División de Chile.

## Trayectoria
La carrera de Mosevich comenzó con Asociación Argentinos Juniors. Debutó en Primera el 13 de marzo de 2016 contra Temperley. Para agosto de 2017, Mosevich había hecho cinco apariciones con Argentinos Juniors. El 30 de junio de 2018, el FC St. Gallen de la Superliga de Suiza completó la cesión del jugador. Su primera aparición llegó el 26 de julio, durante un partido de clasificación de la UEFA Europa League con el Sarpsborg 08 .Siguieron dieciséis apariciones más en todas las competiciones, ya que quedaron sextos en la Superliga. 
El 29 de junio de 2019  renovo contrato hasta 2021 y se fue a cesión al Nacional de Madeira de la Segunda División de Portugal. No apareció competitivamente hasta el 10 de noviembre, presentando una victoria sobre Sporting Covilhã. Luego apareció catorce veces, anotando su primer gol una victoria contra el S. C. Farense el 7 de diciembre. El club fue ascendido a la Primera División de Portugal después de terminar en primer lugar, aunque no fueron declarados campeones oficialmente ya que la temporada se interrumpió debido a la pandemia de COVID-19. Mosevich pronto regresó a Argentina, antes de irse cedido al fútbol portugués nuevamente el 6 de octubre de 2020 cuando acordó los términos con el recién ascendido equipo Vizela de la Segunda División de Portugal.
En 2021 regresa a Argentinos Juniors, para en enero de 2022 ser cedido a Patronato con un contrato de préstamo por un año.

## Selección juvenil
Fue convocado para el Torneo COTIF 2016 pero no participó. En 2017, Mosevich fue convocado por el técnico de Argentina Sub-20, Claudio Úbeda, para la Copa Mundial de Fútbol Sub-20 de 2017 en Corea del Sur. Hizo su debut Sub-20 en el último partido del Grupo A de Argentina contra Guinea. En julio de 2019, Mosevich fue seleccionado por la Sub-23 para los Juegos Panamericanos de 2019|Juegos Panamericanos de 2019 en Perú.

### Participaciones con la selección
| Torneo                                              | Sede          | Resultado      |
| --------------------------------------------------- | ------------- | -------------- |
| Torneo Internacional de Fútbol Sub-20 de la Alcudia | La Alcudia    | Subcampeón     |
| Copa Mundial de Fútbol Sub-20                       | Corea del Sur | Fase de grupos |
| Juegos Panamericanos de 2019                        | Lima          | Oro            |

## Clubes
| Club                | País      | Año       | PJ | Goles |
| ------------------- | --------- | --------- | -- | ----- |
| Argentinos Juniors  | Argentina | 2015-2018 | 7  | 0     |
| FC St. Gallen       | Suiza     | 2018-2019 | 17 | 0     |
| Nacional de Madeira | Portugal  | 2019-2020 | 14 | 1     |
| Vizela              | Portugal  | 2020-2021 | 7  | 0     |
| Argentinos Juniors  | Argentina | 2021      | 0  | 0     |
| Patronato           | Argentina | 2022      | 19 | 1     |
| Instituto           | Argentina | 2023      | 20 | 0     |
| O'Higgins           | Chile     | 2024-Act. | 28 | 1     |

## Palmarés

### Torneos nacionales
| Título             | Club                | País      | Año     |
| ------------------ | ------------------- | --------- | ------- |
| Primera B Nacional | Argentinos Juniors  | Argentina | 2016-17 |
| Segunda División   | Nacional de Madeira | Portugal  | 2019-20 |
| Copa Argentina     | Patronato           | Argentina | 2022    |

### Torneos internacionales
| Título               | Selección | Sede | Año  |
| -------------------- | --------- | ---- | ---- |
| Juegos Panamericanos | Sub-23    | Lima | 2019 |